# 1602
1602 (MDCII) a fost un an comun al calendarului gregorian, care a început într-o zi de marți.

## Evenimente
- 15 martie: Bătălia de la Crețești. Voievodul Munteniei, Simion Movilă, îl înfrânge pe Radu Mihnea.
- 27 iunie: Convenția de la Cluj. Principele Transilvaniei Sigismund Báthory cedează Ardealul împăratului Rudolf al II-lea.
- 7 iulie: Vornicul Nestor Ureche începe construirea mănăstirii Secu.
- 7 august: Cetatea Lugoj este cucerită de turci.
- 23 și 24 septembrie: Radu Șerban, domnul Țării Românești, învinge la Teișani, pe valea râului Teleajen, oastea tătarilor condusă de Hanul Gazi Ghirai.
- 5 octombrie: Vornicul Nestor Ureche termină construirea mănăstirii Secu.

### Nedatate
- august: Se încheie a doua domnie a voievodului Simion Movilă în Țara Românească (1601-1602).
- septembrie: Voievodul Radu Șerban înfrânge la Ogretin și Teiușani trupele lui Simion Movilă și ale hanului tătar.
- Începe a doua domnie lui Radu Șerban în Țara Românească (1602-1610)
- Voievodul Țării Românești, Radu Șerban, pătrunde cu oaste în Moldova.

## Nașteri
- Claude de L'Estoile, dramaturg și poet francez (d. 1652)
- 14 iulie: Jules Mazarin, cardinal francez (d. 1661)
- 8 august: Gilles Personne de Roberval, matematician francez, mai cunoscut datorită studierii cicloidei (d. 1675)
- 31 august: Amalia de Solms-Braunfels, regentă de Orania, soția lui Frederic Henric, prinț de Orania și fiica lui Johann Albrecht I și a soției acestuia, Agnes de Sayn-Wittgenstein (d. 1675)
- 22 noiembrie: Elisabeta a Franței, prima soție a regelui Filip al IV-lea al Spaniei (d. 1644)
- 30 noiembrie: Otto von Guericke, om de știință, inventator și om politic german (d. 1686)

## Decese
- 22 martie: Agostino Carracci (Caracci), 44 ani, pictor și artist grafic italian (n. 1557)